# Jedlinka (Pologne)
Pour les articles homonymes, voir Jedlinka.
Jedlinka (prononciation : [jɛˈdlinka]) est un village polonais de la gmina de Chorzele dans le powiat de Przasnysz de la voïvodie de Mazovie dans le centre-est de la Pologne.
Il se situe à environ 10 kilomètres au nord-'ouest de Chorzele (siège de la gmina), 33 kilomètres au nord de Przasnysz (siège du powiat) et à 122 kilomètres au nord de Varsovie (capitale de la Pologne).

## Histoire
De 1975 à 1998, le village appartenait administrativement à la voïvodie d'Ostrołęka.